# Stedelijk revanchisme
Stedelijk revanchisme is een begrip dat in de tweede helft van de jaren negentig is geïntroduceerd door de Amerikaanse geograaf Neil Smith. Het was in de eerste plaats een poging om het stedelijke beleid van Rudy Giuliani, de burgemeester van New York van 1994 tot 2001, te karakteriseren. Hierin stond zero tolerance ten aanzien van daklozen, krakers, drugsgebruikers, prostituees en andere marginale groepen centraal. Na verloop van tijd signaleerde hij echter een wereldwijde tendens richting revanchisme in stedelijk beleid en stadsontwikkeling.

## Een bijproduct van gentrificatie
Volgens Smith is stedelijk revanchisme een bijproduct van gentrificatie: het proces waarin een stadsdeel of -buurt in economische, sociale en culturele zin wordt opgewaardeerd door (hernieuwde) interesse en vestiging van midden- en hogere inkomensgroepen. Om deze kapitaalkrachtige groepen voor de stad te winnen of te behouden, worden andere groepen die minder welvarend of anderszins afstotend voor de beoogde doelgroep zouden kunnen zijn, verjaagd. Dit gebeurt niet alleen door de stijging van de prijzen van het onroerend goed, maar ook door privatisering van en verscherpt toezicht op de openbare ruimte. Smith signaleert in dit verband een ontwikkeling waarin verzorgingsarrangementen (zoals sociale woningbouw, werkgelegenheidsprogramma's, daklozenopvang et cetera) worden afgebouwd ten gunste van commercialisering en economische revitalisering van binnensteden.

## Discussie
De geldigheid van Smiths bewering dat het hier om een wereldwijd verschijnsel gaat, staat ter discussie. In Europa gaat de stadsvernieuwing en herstructurering juist veelal gepaard met intensivering van sociale programma's. In het Nederlandse grotestedenbeleid wordt bijvoorbeeld nadrukkelijk aangestuurd op sociaal-economische en sociaal-culturele menging van woonwijken vanuit de overtuiging dat daardoor de leefbaarheid in achterstandswijken kan worden verbeterd. Niettemin is een tendens naar repressie zichtbaar, getuige de opkomst van cameratoezicht, alcohol- en samenscholingsverboden en de aanhoudende roep om 'meer blauw op straat'.